# Queen Elizabeth Stadium
Koordinaten: 22° 16′ 30″ N, 114° 10′ 43″ O

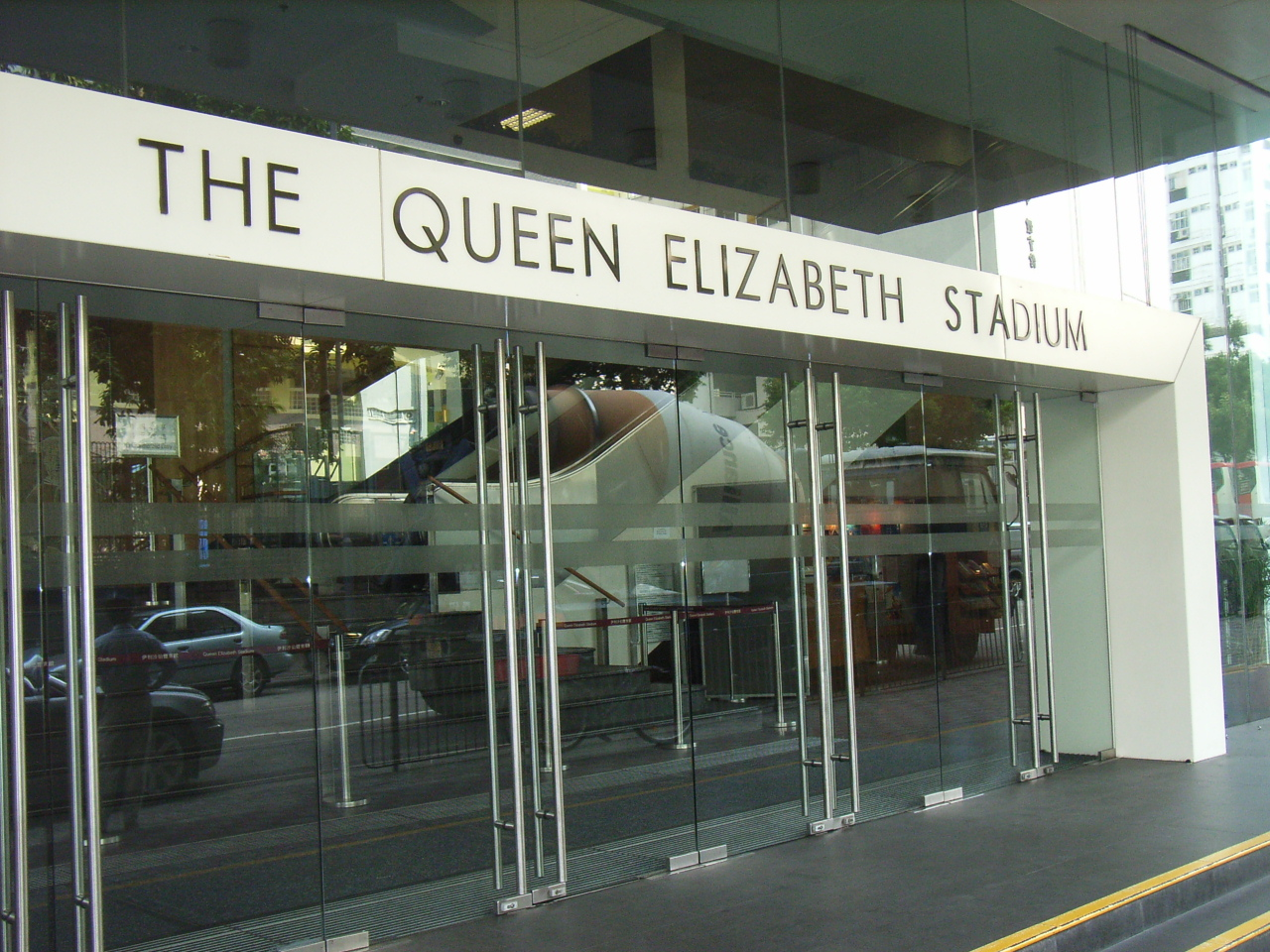
Das Queen Elizabeth Stadium

Das Queen Elizabeth Stadium ist eine Mehrzweckhalle in Hongkong, welche nach Queen Elizabeth II., anlässlich ihres ersten Besuches 1975 in das ehemalige britische Überseegebiet Hongkong, benannt wurde. Sie wird sowohl für Kultur- als auch für Sportveranstaltungen genutzt.

## Daten

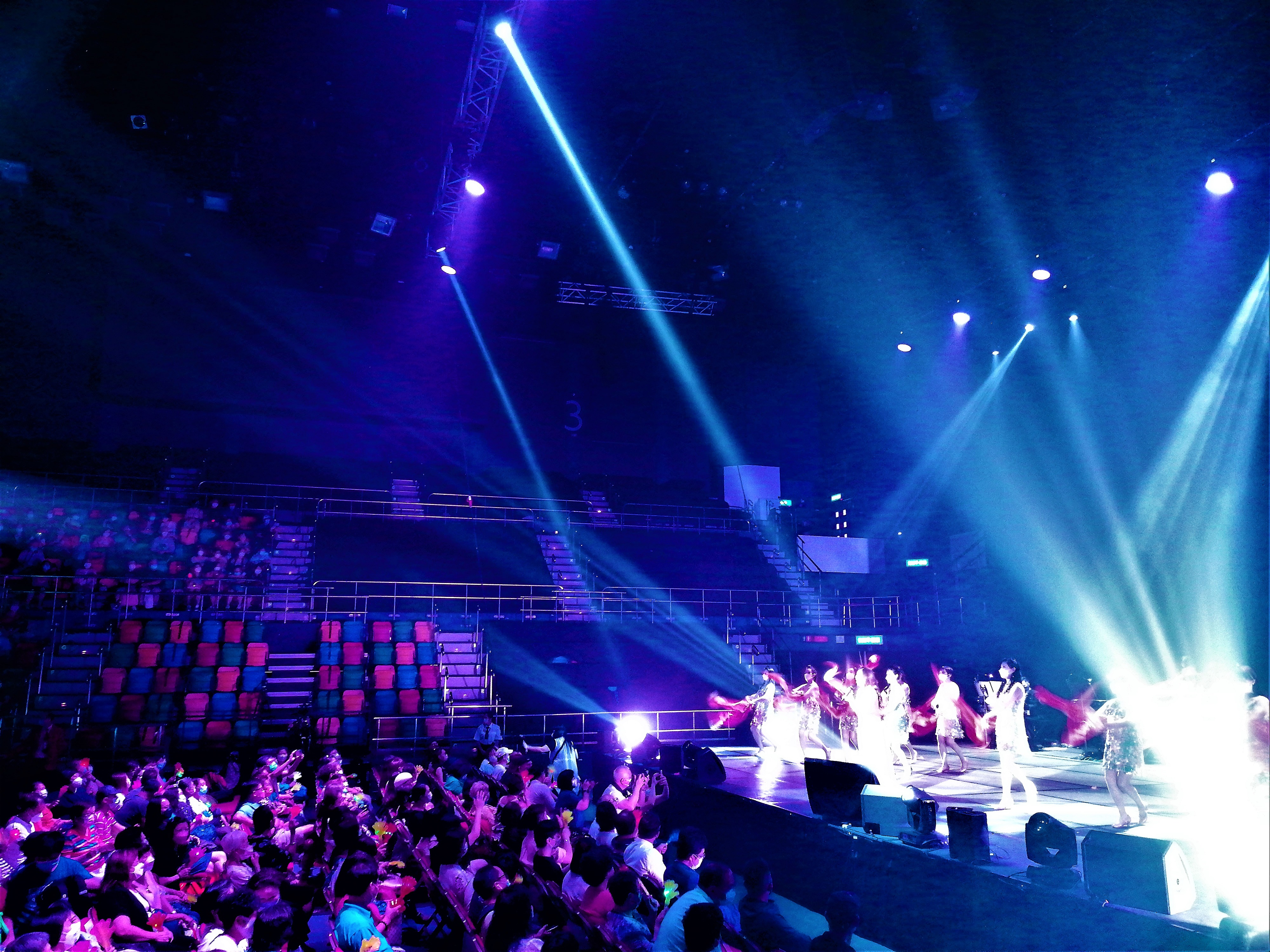
Die Arena von Queen Elizabeth Stadium

Die Halle befindet sich auf dem Morrison Hill in der Oi Kwan Road 18 in Wan Chai auf Hong Kong Island. Die Arena wurde am 28. Juli 1980 offiziell eröffnet, Baubeginn war der 21. Dezember 1977. Die Halle bietet 3.500 Zuschauern Platz.